# Plotheia albivitta
Plotheia albivitta är en fjärilsart som beskrevs av Walker 1865. Plotheia albivitta ingår i släktet Plotheia och familjen trågspinnare. Inga underarter finns listade i Catalogue of Life.